# Дебря (Смоленская область)
Дебря — деревня в Рославльском районе Смоленской области России. Входит в состав Грязенятского сельского поселения. Население — 16 жителей (2007 год).
Расположена в южной части области в 16 км к югу от Рославля, в 13 км юго-западнее автодороги А141 Орёл — Витебск, на берегу реки Челна. В 10 км северо-западнее деревни расположена железнодорожная станция Самолюбовка на линии Рославль — Кричев.

## История
В годы Великой Отечественной войны деревня была оккупирована гитлеровскими войсками в августе 1941 года, освобождена в сентябре 1943 года.